# شکر زرد
شکر زرد که در زبان هندی «گُر» خوانده می‌شود از آب نیشکر تهیه شده و حاوی مواد مغذی بسیاری است و مانند شکر عادی تصفیه نمی‌شود. به آن گاهی شکر سانتریفوژ نشده می‌گویند زیرا در طول پردازش نمی‌چرخد و ملاس مغذی آن حذف نمی‌شود.
شکر زرد در شبه قاره هند، آسیای جنوب شرقی و آفریقا مصرف می‌شود. شکر زرد به عنوان یک ماده در غذاهای شیرین و خوش طعم در آشپزی هند، پاکستان، بنگلادش، نپال، سریلانکا، افغانستان و ایران استفاده می‌شود. شکر زرد به سوپ عدس (دال) اضافه می‌شود تا مزه تند، شور و ترش آن، به ویژه در غذاهای گجراتی، را تعدیل کنند.
این محصول غلیظی از آب نیشکر و اغلب شیره خرما یا خرما بدون جدا شدن ملاس و بلور است و رنگ آن از قهوه‌ای طلایی تا قهوه‌ای تیره متغیر است. شکر گور هند شبیه پانلای آمریکای لاتین است، که در مکزیک به عنوان پیلونسیلو نیز شناخته می‌شود. شکر زرد تا ۵۰ درصد ساکارز، تا ۲۰ درصد قندهای معکوس و تا ۲۰ درصد رطوبت دارد و بقیه از مواد نامحلول دیگری مانند خاکستر چوب، پروتئین‌ها و الیاف باگاس تشکیل شده‌است.
شکر زرد از محصولات نیشکر و درخت نخل تادی ساخته می‌شود. شکری که از شیره خرما به دست می‌آید ارزشمندتر است و در خارج از مناطقی که در آن تولید می‌شود کمتر در دسترس است. نخل تودی در هند، بنگلادش، پاکستان، نپال، میانمار و سری‌لانکا برای تولید انگور استفاده می‌شود.
در سریلانکا، عصاره شربت از درختان کیتول (نخل دم‌دار تنها) به‌طور گسترده برای تولید شکر زرد استفاده می‌شود. به‌طور سنتی، این شربت از جوشاندن آب نیشکر خام یا شیره خرما در ظرف‌های بزرگ، کم‌عمق و ته‌گرد تهیه می‌شود.

## خواص
شکر زرد باعث تحریک حرکات شکم شده و خلاصی از یبوست را باعث می‌شود. مصرف این ماده غذایی به‌طور منظم برای مشکلات تنفسی از قبیل آسم و برونشیت مفید است. شکر زرد غنی از آنتی‌اکسیدان‌ها و مواد معدنی از جمله پتاسیم، منیزیم، آهن، روی، سلنیوم، کلسیم و فسفر است که از آسیب رادیکال‌های آزاد هنگام تقویت دستگاه ایمنی جلوگیری می‌کند. پتاسیم شکر زرد همچنین به کنترل فشار خون کمک می‌کند. شکر زرد در درمان نشانه‌های آنفولانزا (سرفه و سرماخوردگی) نیز مؤثر است.

## کاربردها

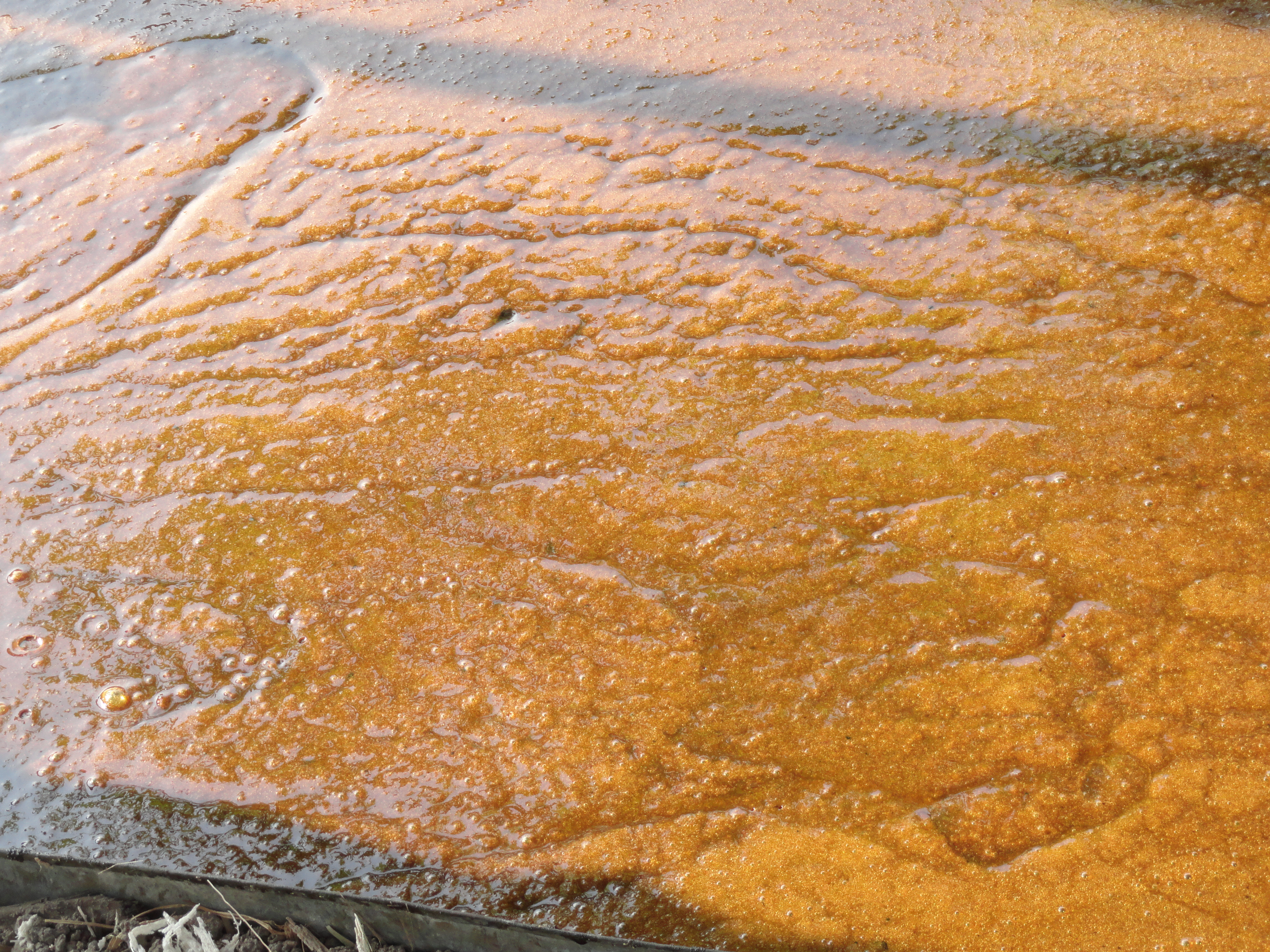
خشک کردن آب نیشکر نیمه‌جامد در یک تابه برای تهیه شکر زرد.

شکر زرد به‌طور گسترده در جنوب هند برای متعادل کردن تندی غذاهای تند استفاده می‌شود. در آندرا پرادش و تامیل نادو برای شیرینی‌هایی مانند چاکارا پونگال و شیر پونگال (تهیه شده با برنج، شیر، انگور) استفاده می‌شود. در جریان سانکرانتی، آریسلو، یک غذای اصیل آندرا پرادش، تهیه می‌شود، و در تامیل نادو، اللوروندای (گلوله‌های کنجد)، آدیراسام و پوری ویلانگو اوروندای (گلوله‌های برنج پف‌کرده) به عنوان پیشکش - به نام پراسادام - به خدایان در جریان پوجا و جشنواره‌هایی از این قبیل آماده می‌شوند.
در تامیل نادو، شکر زرد به‌طور انحصاری به عنوان شیرین‌کننده استفاده می‌شود. از آن در غذایی به نام چاکارای پونگال استفاده می‌شود.
کاربردهای دیگر عبارتند از تافی‌ها و کیک شکر زرد که با کنسرو کدو تنبل، آجیل بادام هندی، بادام زمینی و ادویه‌جات تهیه شده‌است. شکر زرد را می‌توان در تولید نوشیدنی‌های الکلی مانند شراب نخل استفاده کرد. از آن همچنین می‌توان به صورت مخلوط در امولسیون با دوغ و روغن خردل) برای چاشنی داخل تنور استفاده کرد.
شکر زرد در رنگرزی طبیعی پارچه استفاده می‌شود. همچنین در مناطق روستایی پاکستان و هند در قلیان استفاده می‌شود.